# Pararobillarda caffra
Pararobillarda caffra är en svampart som beskrevs av Matsush. 1996. Pararobillarda caffra ingår i släktet Pararobillarda, divisionen sporsäcksvampar och riket svampar.   Inga underarter finns listade i Catalogue of Life.